# Ishäst
En ishäst är ett redskap som används vid fiske för att dra en lina under isen mellan två hål i isen. Genom att dra i linan som sitter fast i ishästen drar man i hakar som driver den framåt under isen. Linan används sedan för att dra ett fiskenät under isen.
Andra använda ord: rackhäst, näthäst, isbjörn.